# 도도마주

도도마 주의 위치

도도마주(Dodoma)는 탄자니아의 주로, 주도는 도도마이며 면적은 41,310km2, 인구는 1,698,996명(2002년 기준)이다. 5개 구(도도마 도시 구, 도도마 지방 구, 콘도아 구, 므프와프와 구, 콩과 구)를 관할하며 이 곳에서는 주로 콩과 종자, 곡류, 땅콩, 커피와 담배, 차를 재배하고 소를 기른다.